# DDR-Meisterschaften im Feldfaustball 1967
Die DDR-Meisterschaften im Feldfaustball 1967 waren seit 1949 die 18. Austragung der Meisterschaften im Faustball auf dem Feld in der DDR.
Die beiden Finalturniere der jeweils vier Oberliga-Erstplatzierten der Frauen und Männer fanden am 9. und 10. September 1967 in Hirschfelde statt.
Der Modus sah vor, dass in der Finalrunde die ersten vier Mannschaften der Hauptrunde zunächst ein Halbfinale Erster gegen den Vierten und Zweiter gegen den Dritten spielten und danach die Sieger im Finale und die Verlierer im Spiel um Platz 3 gegeneinander antraten.

## Frauen
Die Mannschaften spielten in zwei Staffeln, die an den Spieltagen 1 und 3 untereinander und an den Spieltagen 2 und 4 gegen die Mannschaften der anderen Staffel. In Staffel I spielten die SG Görlitz, ISG Hirschfelde, Lok Dresden und die SG Heidenau, in Staffel II Einheit Rostock, Lok Schwerin, Motor Rathenow und Lok Schleife.
Die Spiele der Frauen-Oberliga fanden an folgenden Tagen statt:
- 1. Spieltag: 21. Mai 1967 in Heidenau (Staffel I) und Rostock (Staffel II)
- 2. Spieltag: 3. und 4. Juni 1967 in Leipzig (beide Staffeln)
- 3. Spieltag: 25. Juni 1967 in Görlitz (Staffel I) und Jüterbog (Staffel II)
- 4. Spieltag: 15. und 16. Juli 1967 in Schleife (beide Staffeln)

Abschlusstabelle der Hauptrunde:
| Platz | Mannschaft                    | Punkte        | Bälle-Diff.   |
| 1.    | Spielgemeinschaft Görlitz (M) | 23:1          | +172          |
| 2.    | ISG Hirschfelde               | 17:7          | 0+46          |
| 3.    | Einheit Rostock               | 16:8          | 0+23          |
| 4.    | Motor Rathenow                | 12:12         | 0+38          |
| 5.    | Lokomotive Dresden (N)        | 10:14         | 0-44          |
| 6.    | Lokomotive Schleife           | 4:20          | 0-61          |
| 7.    | Lokomotive Schwerin           | 2:22          | −174          |
| 8.    | SG Heidenau (N)               | zurückgezogen | zurückgezogen |

Auf-/Abstieg: Die Aufstiegsspiele zur Oberliga fanden am 16. und 17. September 1967 in Halle (Turbine-Sportplatz) statt.
Finalspiele
Halbfinale:
- Spielgemeinschaft Görlitz – Motor Rathenow 53:46
- ISG Hirschfelde – Einheit Rostock 49:38

Spiel um Platz 3:
- Einheit Rostock – Motor Rathenow

Finale:
- Spielgemeinschaft Görlitz – ISG Hirschfelde 38:58 (25:24)

Abschlussstand:
| Platz | Mannschaft                |
| 1.    | ISG Hirschfelde           |
| 2.    | Spielgemeinschaft Görlitz |
| 3.    | Einheit Rostock           |
| 4.    | Motor Rathenow            |

Kader der Finalmannschaften:
|  | ISG Hirschfelde: Ursula Petzold, Ute Pfitzner, Gabi Buttig, Ursula Aust, Hannelore Vietze Trainer: Klaus Petzold            |
|  | Spielgemeinschaft Görlitz: Gisela Götze, Karin Meyer, Regina Suckert, Uschi Richter, Helga Kretschmer Trainer: Kurt Boeßert |

## Männer
Die Mannschaften spielten in zwei Staffeln, die an den Spieltagen 1 und 3 untereinander und an den Spieltagen 2 und 4 gegen die Mannschaften der anderen Staffel. In Staffel I spielten die ISG Hirschfelde, Fortschritt Zittau, SG Görlitz, SG Leipzig-Eutritzsch und Wissenschaft Halle, in Staffel II Chemie Zeitz, Einheit Halle, Lok Wittstock, Medizin Erfurt und Empor Rudolstadt.
Die Spiele der Männer-Oberliga fanden an folgenden Tagen statt:
- 1. Spieltag: 21. Mai 1967 in Leipzig-Eutritzsch (Staffel I) und Rudolstadt (Staffel II)
- 2. Spieltag: 3. und 4. Juni 1967 in Hirschfelde (beide Staffeln)
- 3. Spieltag: 25. Juni 1967 in Görlitz (Staffel I) und Halle
- 4. Spieltag: 15. und 16. Juli 1967 in Erfurt (beide Staffeln)

Abschlusstabelle der Hauptrunde:
| Platz | Mannschaft             | Punkte | Bälle-Diff. |
| 1.    | Chemie Zeitz (M)       | 34:2   | +313        |
| 2.    | ISG Hirschfelde        | 32:4   | +206        |
| 3.    | Einheit Halle          | 22:14  | 0+28        |
| 4.    | Fortschritt Zittau     | 20:16  | 0+71        |
| 5.    | Medizin Erfurt         | 20:16  | 00+7        |
| 6.    | Empor Rudolstadt (N)   | 16:20  | 0-77        |
| 7.    | SpG Görlitz            | 11:25  | 0-63        |
| 8.    | Lok Wittstock          | 9:27   | −102        |
| 9.    | Wissenschaft Halle (N) | 8:28   | −190        |
| 10.   | SG Leipzig-Eutritzsch  | 8:28   | −193        |

Auf-/Abstieg: Die zwei besten Mannschaften jeder der vier Liga-Staffeln nahmen an den Aufstiegsspielen zur Oberliga am 2. und 3. September 1967 in Berlin-Lichtenberg teil.
Es setzten sich die Mannschaften von Fortschritt Glauchau und Chemie Weißwasser durch.
| Platz | Mannschaft                 | Liga-Staffel   | Punkte          | Bälle Diff.     |
| 1.    | Fortschritt Glauchau       | 1. Staffel III | 12:2            | 229:161 +68     |
| 2.    | Chemie Weißwasser          | 2. Staffel II  | 12:2            | 208:190 +18     |
| 3.    | Lokomotive Schwerin        | 1. Staffel I   | 08:6            | 185:187 0-2     |
| 4.    | Fortschritt Eppendorf      | 2. Staffel III | 06:8            | 0±0             |
| 5.    | Aktivist Böhlen            | 1. Staffel II  | 06:8            | −16             |
| 6.    | Empor Barby                | 2. Staffel II  | 06:8            | −30             |
| 7.    | Spielgemeinschaft Radebeul | 2. Staffel IV  | 06:8            | −38             |
| 8.    | Pentacon Dresden           | 1. Staffel IV  | zurückgezogen 1 | zurückgezogen 1 |

Finalspiele

Bei den Männern kam es zu Neuauflagen des vorjährigen Endspiels wie auch des Spieles um den 3. Platz.
Halbfinale:
- ISG Hirschfelde – Einheit Halle 59:34
- Chemie Zeitz – Fortschritt Zittau 48:42

Spiel um Platz 3:
- Fortschritt Zittau – Einheit Halle 48:42

Finale:
- ISG Hirschfelde – Chemie Zeitz 41:34

Abschlussstand:
| Platz | Mannschaft         |
| 1.    | ISG Hirschfelde    |
| 2.    | Chemie Zeitz       |
| 3.    | Fortschritt Zittau |
| 4.    | Einheit Halle      |

Kader der Finalmannschaften:
|  | ISG Hirschfelde: Werner Müller, Herbert Steudte, Wolfgang Lamprecht, Manfred Aust, Roland Posselt Trainer: Horst Steudte |
|  | Chemie Zeitz: Wolfgang Ehrlich, Eberhard Gasse, Gunter Knauer, Gerhard Beer, Rudolf Beck Trainer: Arthur Ickrath         |